# Нікола Петрович-Негош
Нікола Петрович-Негош (чорног. Никола Петровић-Његош, Nikola Petrović-Njegoš;  24 липня 1944 року, Париж, ) — глава династії Петровичів-Негош.

## Біографія
Принц Нікола народився в Парижі 24 липня 1944 р. в сім'ї Михайла та Женев'єви Петрович — Негош.
Він отримав диплом архітектора. Заснував бієнале сучасного мистецтва Цетинє.
27 листопада 1976 р. одружився з Франсін Наварро (27 січня 1950 р. — 6 серпня 2008 р.). Сім'я проживала в Требердане в Кот-д'Армор у Франції.
Вважається главою королівського дому Чорногорії.
12 липня 2011 р. Скупщина Чорногорії прийняла запропонований Урядом проєкт закону «Про статус нащадків династії Петрович-Негош».
Відповідно до закону, отримав офіційний статус представника нащадків династії Петрович-Негош.

## Нагороди
- Бальї — Кавалер Великого Хреста Честі і Вірності  Суверенного військового гостинного ордена Святого Іоанна, Єрусалиму, Родосу і Мальти (2006)
- Великий хрест заслуг Італійського червоного хреста (Італія, 2008)
- Почесний громадянин міста Агрідженто (Італія, 2007)

 Династичні нагороди 
- Великий магістр ордена Петрович — Негоша,
- Великий магістр ордена Святого Петра Цетинського
- Великий магістр ордена князя Данило I
- Вищий орден Святого Благовіщення (Італійський королівський дім)
- Великий хрест ордена Святих Маврикія і Лазаря (Італійський королівський дім)
- Великий хрест Непорочного зачаття Діви Марії Вілла-Вікозької (Португальський королівський дім)
- Великий хрест Королівський ордена короля Франциска I (Королівський будинок Неаполя)
- Золота медаль Пошани Костянтинівського військового ордена Святого Георгія (Королівський будинок Обох Сицилій)
- Орден Вендської корони (Мекленбург).

## Діти
- син — Борис (нар. 27 липня 1976 р.), одружений з Веронікою Гайлот Канас да Сільва.
- дочка — Алтіная Петрович-Негош, одружена з Антоном Мартиновим.